# Ива Сюзева
И́ва Сюзева (лат. Salix siuzevii) — вид цветковых растений из рода Ива (Salix) семейства Ивовые (Salicaceae).

## Распространение и экология
В природе ареал вида охватывает Китай, Приморье и Приамурье.
Произрастает по берегам ручьев, рек, оврагам, в лесотундре.

## Ботаническое описание
Кустарник высотой до 5 м. Ветви розговидные, голые, желтовато-серые, кирпичные или оливковые.
Почки продолговатые, пушистые, позже голые. Прилистники щетиновидные, линейные или ланцетные, иногда пильчатые, скоро опадающие, равны половине черешка. Листья ланцетные, к верхушке и основанию суженные, длиной 4,5—6,5 см, шириной 0,6—1,2 см, по краю слегка волнистые или почти плоские, городчато-выемчатые или почти цельнокрайные, сверху тёмно-зелёные, блестящие, голые, снизу сизые или сизовато-зелёные, голые или покрытые рассеянными, прижатыми волосками.
Серёжки сидячие, густоцветковые, тычиночные продолговато-цилиндрические, прямостоячие, длиной до 3 см, диаметром 1 см, пестичные цилиндрические, длиной 2 см, диаметром 0,6 см, прямостоячие или повислые, иногда изогнутые. Прицветные чешуйки ланцетные или язычковидные. буроватые, спереди черноватые, волосистые. Тычинки в числе двух, свободные, голые, с волосистыми, буреющими пыльниками и одиночным, внутренним, продолговато-линейным нектарником длиной 0,6—1,1 мм. Завязь яйцевидно-коническая, длиной около 1,5—1,7 мм; столбик длиной 0,2—0,6 мм; рыльца удлинённые или раскидистые, длиной 0,7—1 мм.
Цветение до распускания листьев. Начало цветения в третьей декаде апреля—начале мая.

## Значение и применение
Отличное медоносное растение. Хорошо посещается пчёлами ради пыльцы и нектара. Продуктивность нектара 100 цветками — 15,3—25,0 мг.

## Таксономия
Вид Ива Сюзева входит в род Ива (Salix) семейства Ивовые (Salicaceae) порядка Мальпигиецветные (Malpighiales).
|  |                                      |  |                                                             |                                                             |                  |  | ещё 36 семейств (согласно Системе APG II) | ещё 36 семейств (согласно Системе APG II) |                    |  |  |  | ещё более 500 видов |
|  |                                      |  |                                                             |                                                             |                  |  | ещё 36 семейств (согласно Системе APG II) | ещё 36 семейств (согласно Системе APG II) |                    |  |  |  | ещё более 500 видов |
|  |                                      |  |                                                             | порядок Мальпигиецветные                                    |                  |  |                                           |                                           | род Ива            |  |  |  |                     |
|  |                                      |  |                                                             | порядок Мальпигиецветные                                    |                  |  |                                           |                                           | род Ива            |  |  |  |                     |
|  | отдел Цветковые, или Покрытосеменные |  |                                                             |                                                             | семейство Ивовые |  |                                           |                                           | вид Ива Сюзева     |  |  |  |                     |
|  | отдел Цветковые, или Покрытосеменные |  |                                                             |                                                             | семейство Ивовые |  |                                           |                                           |                    |  |  |  |                     |
|  |                                      |  | ещё 44 порядка цветковых растений (согласно Системе APG II) | ещё 44 порядка цветковых растений (согласно Системе APG II) |                  |  |                                           | ещё около 57 родов                        | ещё около 57 родов |  |  |  |                     |
|  |                                      |  |                                                             | ещё 44 порядка цветковых растений (согласно Системе APG II) |                  |  |                                           |                                           | ещё около 57 родов |  |  |  |                     |